# The European Committee for the Prevention of Torture and Inhuman or Degrading Treatment or Punishment
The European Committee for the Prevention of Torture and Inhuman or Degrading Treatment or Punishment (CPT) er en af Europarådets committees. CPT tjekker, om ansatte i politiet, fængslerne, 
psykiatrien osv mishandler mennesker. I Danmark var der medlemmer af CPT i 1990, 1996, 2002 og 2008. 